# Larinia mariaranoensis
Espèce
Larinia mariaranoensis est une espèce d'araignées aranéomorphes de la famille des Araneidae.

## Distribution
Cette espèce est endémique de la région de Boeny à Madagascar,. Elle se rencontre vers Mariarano.

## Description
Le mâle holotype mesure 5,04 mm et la femelle paratype 6,30 mm.

## Systématique et taxinomie
Cette espèce a été décrite par Escobar-Toledo et Pett en 2024.

## Étymologie
Son nom d'espèce, composé de mariarano et du suffixe latin -ensis, « qui vit dans, qui habite », lui a été donné en référence au lieu de sa découverte, Mariarano.

## Publication originale
- Escobar-Toledo & Pett, 2024 : « Contributions to the Larinia-group (Araneae: Araneidae) in Madagascar, with the description of two new species. » Arachnology, vol. 19, no 9, p. 1312-1317.